# Laennecia schiedeana
Laennecia schiedeana là một loài thực vật có hoa trong họ Cúc. Loài này được (Less.) G.L.Nesom mô tả khoa học đầu tiên năm 1990.